# Craigcaffie Tower

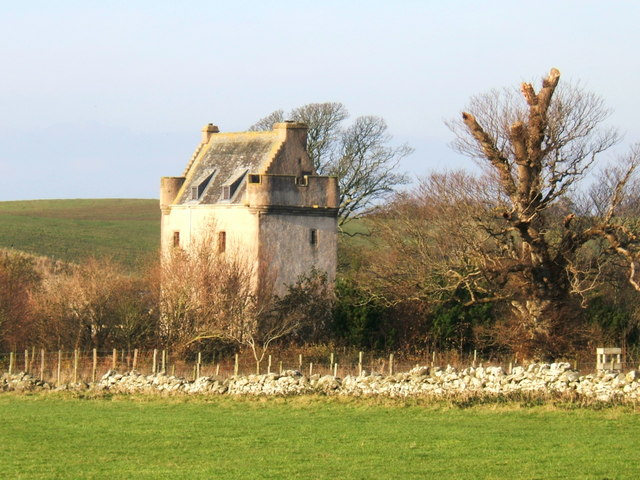
Craigcaffie Tower

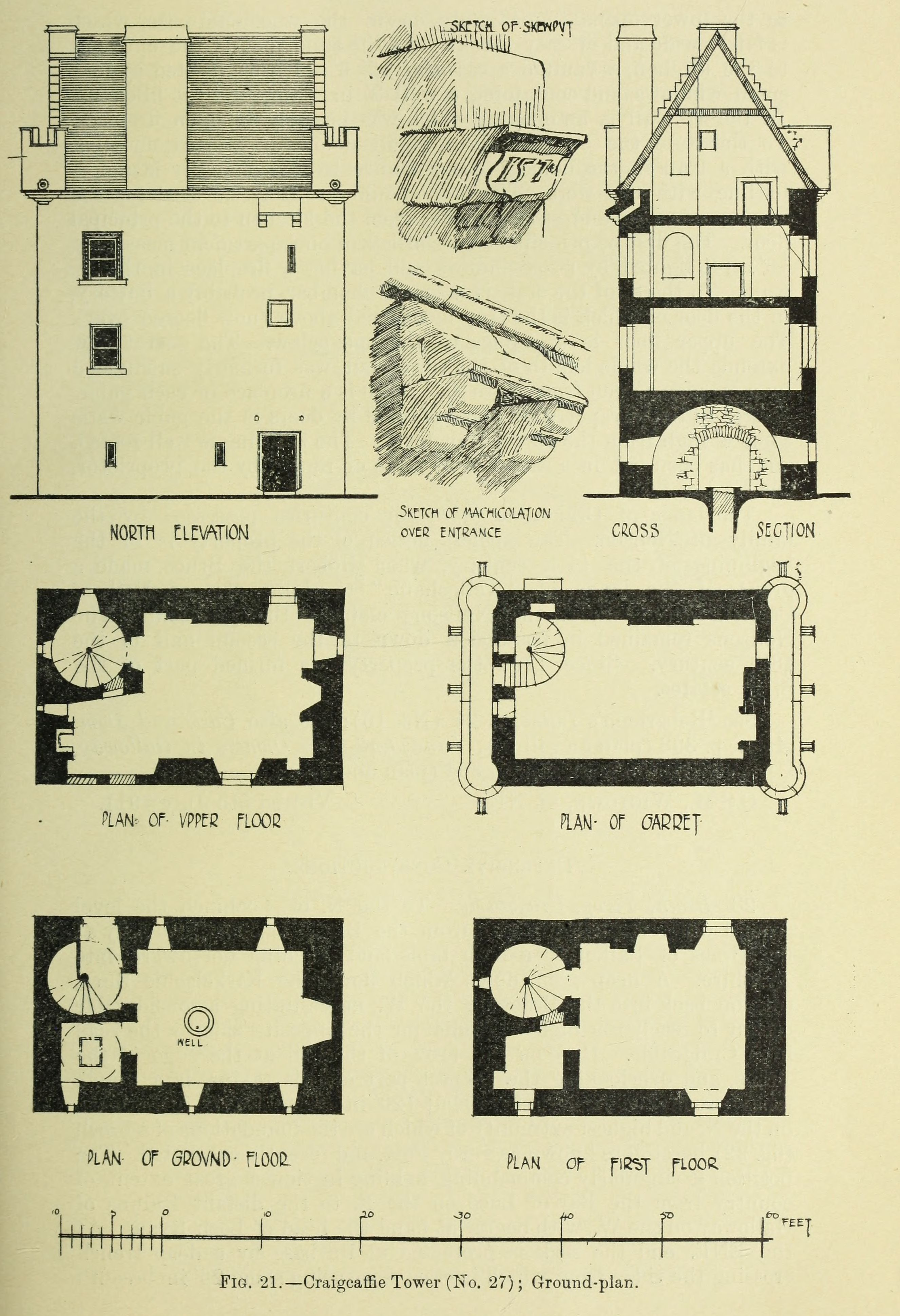
Aufbau von Craigcaffie Tower

Craigcaffie Tower, auch Craig Caffie Tower oder Craigcaffie Castle, ist ein Tower House nahe der schottischen Kleinstadt Stranraer in der Council Area Dumfries and Galloway. 1972 wurde das Bauwerk in die schottischen Denkmallisten in der höchsten Denkmalkategorie A aufgenommen. Eine zusätzliche Einstufung als Scheduled Monument wurde zwischenzeitlich aufgehoben.

## Geschichte
König Robert the Bruce überließ im frühen 14. Jahrhundert dem Sohn des Earls of Carrick die Ländereien von Craigcaffie. Sie wurden zunächst innerhalb der Familie vererbt. Craigcaffie Tower entstand im 16. Jahrhundert, vermutlich um 1570. 1791 ging Craigcaffie an John Dalrymple, den sechsten Earl of Stair über. Nachdem Craigcaffie Tower im Verlaufe des 20. Jahrhunderts leerstand, wurde er in den 1980er Jahren restauriert und fortan als Wohngebäude genutzt.

## Beschreibung
Das Tower House liegt rund 3,5 Kilometer nordöstlich von Stranraer in wenigen hundert Metern Entfernung vom Ostufer von Loch Ryan. Der längliche Craigcaffie Tower weist eine Grundfläche von 9,4 m × 6 m auf. Ursprünglich schützte ein Graben den Wehrturm, der heute jedoch nicht mehr erkennbar ist.
Das Mauerwerk des dreistöckigen Gebäudes besteht aus Sandstein und ist entlang der Fassaden mit Harl verputzt. Die Fenster sind von unterschiedlicher Größe, jedoch weitgehend symmetrisch angeordnet. Die nordexponierte Frontseite ist zwei Achsen weit. Links der ornamentiert eingefassten hölzernen Eingangstüre befindet sich eine Schießscharte. Oberhalb der Türe sind die Überreste einer Einfassung vorhanden. Eine weitere Eingangstüre an der Südseite ist späteren Datums. An den Stirnseiten kragen Wehrgänge mit abschließenden Ecktourellen aus. Das Gebäude schließt mit einem schiefergedeckten Satteldach mit Schleppdachgauben.